# Picquigny British Cemetery
Picquigny British Cemetery is een Britse militaire begraafplaats met gesneuvelden uit de Eerste en Tweede Wereldoorlog, gelegen in de Franse gemeente Picquigny in het departement Somme. De begraafplaats werd ontworpen door Reginald Blomfield en wordt onderhouden door de Commonwealth War Graves Commission. Ze ligt aan de Rue de la Cavée d'Airaines op ruim 500 m ten westen van het centrum (gemeentehuis). De begraafplaats heeft de vorm van een parallellogram met een oppervlakte van ruim 400 m² en wordt omsloten door een natuurstenen muur afgedekt met witte dekstenen. Het Cross of Sacrifice staat in de noordwestelijke hoek met ernaast een enkelvoudig traliehek als toegang.
Er liggen 130 slachtoffers uit de Eerst Wereldoorlog, allen geïdentificeerd, en 8 uit de Tweede Wereldoorlog, waarvan 1 ongeïdentificeerd.

## Geschiedenis
Tijdens de Eerste Wereldoorlog was Picquigny belangrijk voor de communicatie tussen de Franse en Britse strijdkrachten.  en er zijn tien begrafenissen uit deze jaren op de gemeentelijke begraafplaats, tegenover de kerk. In maart 1918 werden de 5th en de 46th Casualty Clearing Stations naar Picquigny gebracht om slachtoffers van de Duitse opmars naar Amiens te behandelen. De begraafplaats werd toen ten westen van de gemeente aangelegd. Eind april werd 5th Clearing Station naar Crouy en de 46th naar het noorden overgebracht.
Er liggen 99 Britten, 30 Australiërs, 1 Canadees en 1 Franse gesneuvelde uit de Eerste Wereldoorlog en 7 Britten uit de Tweede Wereldoorlog begraven. 

### Onderscheiden militairen
- Edward Feetham, generaal-majoor bij de General Staff werd onderscheiden met het lidmaatschap van de Order of the Bad en de Order of Saint Michael and Saint George (CB, CMG). Hij verkreeg ook de Orde van Sint-Mauritius en Sint-Lazarus (Italië).
- James Wightman, majoor bij het East Surrey Regiment werd onderscheiden met de Distinguished Service Order en het Military Cross (DSO, MC).
- William Frederick John Symons, luitenant-kolonel bij het London Regiment (Finsbury Rifles) en C.L. Wilkinson, majoor bij de Royal Field Artillery werden onderscheiden met de Distinguished Service Order (DSO).
- H. Robertson, majoor bij de Royal Field Artillery werd onderscheiden met het Military Cross (MC).
- Edward Pearson Blyth, luitenant bij de Australian Infantry, A.I.F. werd onderscheiden met de Distinguished Conduct Medal (DCM).
- Samuel Gilliney, sergeant bij de Royal Garrison Artillery werd tweemaal onderscheiden met de Military Medal (MM and Bar).
- sergeant James Benson Norris, de kanonniers F.R. Dobson en W.H. Walker en schutter G. Griffitsh (Royal Field Artillery). Kanonnier George Tilbury Singleton (Royal Horse Artillery), korporaal Augustus Raymond Worland en soldaat George Henry Crossingham (Australian Infantry, A.I.F.) werden onderscheiden met de Military Medal (MM).